# Snohomish (Washington)
Snohomish je grad u američkoj saveznoj državi Washington. Prema popisu stanovništva iz 2010. u njemu je živjelo 9.098 stanovnika.